# ديفيد إل. غرينغ
ديفيد إل. غرينغ (بالإنجليزية: David L. Grange)‏ هو عسكري أمريكي، ولد في 29 ديسمبر 1947 في لونغ آيلند في الولايات المتحدة.